# Mind Your Language
Mind Your Language ist eine englischsprachige Sitcom, die zuerst im Jahr 1977 von dem britischen Fernsehsender ITV ausgestrahlt wurde. Die Serie spielt in London, sie handelt vom Englischkurs einer Abendklasse mit einer bunt gemischten Gruppe von zehn erwachsenen Schülern, fünf Schüler stammen aus Asien und fünf aus Europa. Wortwitz, Missverständnisse, Klamauk und die Bedienung bzw. Persiflage von bekannten Klischees über vermeintliche nationale Besonderheiten zusammen mit der besonderen Atmosphäre eines Klassenzimmers machen den Reiz der Sendung aus. Die Serie wurde von der London Weekend Television unter der Leitung von Stuart Allen produziert. Initiator und Hauptdrehbuchautor war Vince Powell. Drei Staffeln wurden zwischen 1977 und 1979 hergestellt. 1985/86 produzierte Granada Television eine weitere Staffel, ohne jedoch am Erfolg der Vorgängerstaffeln anschließen zu können. Mehrere Länder haben die Serie oder nur das Konzept übernommen. Die Sendung wurde wegen der politisch nicht-korrekten Stereotypen beim Umgang mit den dargestellten Nationalitäten bzw. Ethnien auch sehr kritisiert.

## Rollen und Besetzung

### Die Schule
Der Lehrer, Mr. Brown, und die Schulleiterin, Miss Courtney, spielen in allen 42 Episoden mit, Gladys und Sid nur in den ersten 20 Episoden:
- Jeremy Brown, gespielt von Barry Evans (1943–1997), ist der Englischlehrer und die zentrale Person der Handlung. Er ist ein alleinstehender sympathischer Mann in den Dreißigern. In der ersten Folge kommt er neu zu der Immigrantenklasse, die keinen guten Ruf genießt. Mangels besserer beruflicher Alternativen hat er die Aufgabe angenommen. Die Leistungen der Klasse sind enttäuschend, aber er liebt seine Schüler, behandelt sie mit viel Empathie und gibt nicht auf. Von der Schulleiterin muss er sich viel Kritik anhören. Die Schüler respektieren seine Autorität und schätzen ihn persönlich. Es entwickelt sich eine freundschaftliche Beziehung.
- Dolores Courtney, gespielt von Zara Nutley (1924–2016), ist die misstrauische, autoritäre Schulleiterin. Sie ist alleinstehend und legt Wert auf die Anrede „Miss Courtney“. Sie kommt gerne unangemeldet in die Klasse, um den Lernfortschritt der Schüler zu prüfen. Anschließend lässt sie Mr. Brown vor versammelter Klasse ihre unverblümte Meinung über den unbefriedigenden Kenntnisstand der Schüler spüren. Sie hat eine grundsätzlich schlechte Meinung über Männer.
- Gladys, gespielt von Iris Sadler (1908–1991), betreibt die Cafeteria. Sie verkauft Tee und Kaffee für zehn Pence die Tasse an die Schüler. Sie ist Witwe und bereits im pensionsfähigen Alter. Sie liebt es, Neuigkeiten zu erfahren und zu verbreiten. Miss Courtney wird von ihr gegenüber Dritten als „Her Ladyship“ bezeichnet.
- Sidney, gespielt von Tommy Godfrey (1916–1984), ist der Hausmeister. Alle außer Miss Courtney nennen ihn Sid. Er spricht ein schwer verständliches Cockney, was jede Unterhaltung mit den Schülern erschwert, ihn aber nicht bremst. Er hört schlecht und mag Alkohol.

### Die Schüler
Im Verlauf der Serie scheiden einige Schüler aus und es kommen neue dazu. Vor allem in der vierten Staffel sind viele Rollen neu besetzt. In jeder der 42 Episoden traten Giovanni, Anna, Juan und Ranjeet auf. Die Schüler stellen sehr unterschiedliche Charaktere dar, jeder hat besondere Verhaltensweisen oder Ausdrucksformen, die vermeintlich typisch für das Heimatland sind und in der Serie als Running Gag dienen.
- Giovanni Capello, gespielt von George Camiller (* 1942), arbeitet in der Küche eines italienischen Restaurants. Er liebt Wein, schöne Frauen und Fußball. Er unterhält die Mitschüler mit seinen Späßen. Wenn er überrascht ist, sagte er gerne „Santa Maria“ oder als Steigerung „Holy Ravioli“. Als Zeichen der Zustimmung sagte er „Okey-Kokey“. Den Lehrer, Mr. Brown, nennt er „Professori“.
- Anna Schmidt, gespielt von Jacki Harding, ist eine Deutsche, die als Au-pair arbeitet. Ihr Auftreten entspricht klassischen Klischeevorstellungen. Geflochtene Haare, ernste Miene, strebsam, auf Abstand zu den Witzeleien der Mitschüler und auch manchmal petzend. Sie spricht mit einem ausgeprägten deutschen Akzent, hin und wieder verwendet sie auch ein einzelnes deutsches Wort in der englischen Konversation. Das englische „w“ beherrscht sie nicht, sie spricht es aus wie im Deutschen. Eine ihrer Angewohnheiten ist das Verteilen von kleinen Seitenhieben mit dem Ellenbogen.
- Juan Cervantes, gespielt von Ricardo Montez (gebürtig: Levy Isaac Attias) (1923–2010), ist ein spanischer Barkeeper. Er ist stets gut gelaunt und lacht viel. Mangelnde Englischkenntnisse kompensiert er durch Gestik oder spanische Worte. Wenn er etwas nicht versteht oder verstehen will, was oft vorkommt, sagt er „por favor?“. Er schätzt Mr. Brown sehr.
- Ranjeet Singh, gespielt von Albert Moses (1937–2017), ist ein indischer Sikh aus Punjab. Seiner Tradition gemäß trägt er einen Turban und führt eine Kirpan mit sich. Er arbeitet bei der Londoner U-Bahn. Mit dem Mitschüler Ali Nadeem, einem pakistanischen Moslem, gibt es wiederholt Streitereien. Wenn Ranjeet einen Fehler macht, antwortet er „a thousand apologies“, faltet die Hände und macht eine schaukelnde Kopf- und Oberkörperbewegung.
- Chung Su-Lee, gespielt von Pik-Sen Lim (* 1944), ist eine junge Chinesin, die als Sekretärin bei der Chinesischen Botschaft arbeitet. Sie ist überzeugte Kommunistin und trägt stets die rote Mao-Bibel bei sich, aus der sie häufig zitiert. Sie langweilt die Klasse gelegentlich mit politischen Tiraden, die sie nach kurzer Bitte von Mr. Brown sofort wieder beendet. Sie kann den Buchstaben „r“ nicht aussprechen und sagt stattdessen ein „l“.
- Taro Nagazumi, gespielt von Robert Lee (1913–1986), ist ein japanischer Angestellter bei der Londoner Niederlassung eines japanischen Elektronikunternehmens. Er besitzt einen guten englischen Wortschatz, hat aber die Angewohnheit, an das Wortende fast jedes Mal ein „o“ zu setzen. Er ist sehr höflich, am Anfang einer Aussage steht er auf und verbeugt sich tief. Er hat fast immer eine Kamera bei sich. Sein Lieblingsausdruck ist „Ah-So!“
- Maximillian Andrea Archimedes Papandrious oder kurz Max, gespielt von Kevork Malikyan (* 1943), ist ein Grieche, der für eine Schiffsagentur arbeitet. Er teilt mit Giovanni die gleichen Vorlieben und steckt oft mit ihm zusammen. Beide suchen die Nähe zur schönen Danielle und konkurrieren um ihre Aufmerksamkeit.
- Danielle Favre, gespielt von Françoise Pascal (* 1949), ist eine attraktive, junge Dame aus Frankreich, die als Au-pair arbeitet. Sie erwehrt sich geschickt der Annäherungsversuche von Max und Giovanni. Ihrerseits versucht sie wiederholt, aber vergeblich, Mr. Browns Interesse für sich zu gewinnen. Sie pflegt einen ausgeprägten französischen Akzent in ihrer Aussprache.
- Ali Nadim, gespielt von Dino Shafeek (1930–1984), stammt aus Pakistan. In den ersten Serien ist er arbeitslos, später hat er einen Job als Tür-zu-Tür-Verkäufer. Er trägt stets eine Persianermütze auch im Klassenraum. Er ist immer gut gelaunt und höflich. Nur mit Ranjeet argumentiert er mitunter leidenschaftlich. Seine Spezialität ist ein Nicht-Verstehen von Metaphern, die er wörtlich nimmt und was zu unterhaltsamen Missverständnissen führt. Seine wiederkehrenden Aussprüche sind: „yes please“ anstelle von nur „yes“, „oh blimey“ und „jolly good“.
- Jamila Ranjha, gespielt von Jamila Massey (* 1934), ist eine indische Hausfrau mit Urdu als Muttersprache. Egal wo man sie antrifft, sie hat immer Stricksachen bei sich. Ihre englischen Sprachkenntnisse sind zu Beginn schlecht, sie macht aber im Verlauf der Serie erkennbare Fortschritte. Den Gruß „good evening“ spricht sie als „gud hefening“ aus.
- Ingrid Svenson, gespielt von Anna Bergman (* 1948), ist ein schwedisches Au-Pair Mädchen. Sie tritt nur in der zweiten und vierten Staffel auf. Sie spielt eine attraktive junge Frau. Es ergibt sich eine Rivalität mit Danielle. Sie verdreht häufiger die Reihenfolge der Worte.
- Zoltán Szabó, gespielt von Gabor Vernon (1925–1985), ist ein groß gewachsener Mann aus Ungarn, der nur in der 2. Staffel auftritt. Er kann fast kein Englisch und hat deshalb immer ein Wörterbuch griffbereit. Sein Lieblingsausspruch lautet „Bocsánat?“, die ungarische Vokabel für „wie bitte?“, wenn man etwas nicht versteht.

In der vierten Staffel treten außerdem auf:
- Michelle Dumas, gespielt von Marie-Elise Grene,
- Maria Papandrious, gespielt von Jenny Lee-Wrigh,
- Farrukh Azzam, gespielt von Raj Patel,
- Fu Wong Chang, gespielt von Vincent Wong,
- Rita, gespielt von Sue Bond, als neue Betreiberin der Cafeteria,
- Henshawe, gespielt von Harry Littlewood, als neuer Hausmeister.

Von den Schülern der ersten drei Staffeln kamen nur drei Schauspieler tatsächlich aus dem Heimatland, das sie in der Serie repräsentieren. Dies sind Ingrid (Schweden), Zoltan (Ungarn) und Jamila (Indien). Taro, der Japaner, ist in China geboren. Der Italiener Giovanni ist Engländer. Danielle stammt aus Mauritius und nicht aus Frankreich. Die deutsche Anna ist Engländerin. Su Lee kommt nicht aus China, sondern aus Malaysia (gehört jedoch der chinesischen Minderheit in Malaysia) an. Ranjeets Heimat ist Sri Lanka und nicht Indien. Der Grieche Max ist ethnischer Armenier aus der Türkei. Ali ist nicht in Pakistan, sondern in Bangladesch geboren und Juan, der Spanier, kommt von Gibraltar und ist sephardischer Jude.

## Rezeption
Die Serie wurde vom Programmdirektor der London Weekend Television, Michael Grade, in Auftrag gegeben. Sie war mit rund 18 Millionen Zuschauer sehr erfolgreich. Aber es gab auch Kritik, die Serie sei rassistisch, es würden Witze zulasten von Minderheiten gemacht. Die Serie sei tollpatschig, banal, unangebracht, vorsätzlich ignorant und oft beleidigend. Michael Grade entschied deshalb 1979 die Serie nicht fortzusetzen.
Die Serie wurde an zahlreiche Länder verkauft, wobei auch Heimatländer der Schüler dabei waren: Pakistan, Neuseeland, Sri Lanka, Indien, Malaysia, Kenia, Nigeria, Ghana, Singapur, Südafrika, USA, Kanada. Andere Länder übernahmen die Idee und produzierten eigene Serien, wie z. B. in den USA mit dem Titel What a Country!.
Die Staffeln werden für den heimischen Fernseher als CD zum Kauf angeboten. Auf Facebook gibt es eine Gruppe mit über 200.000 Mitgliedern, einige Staffeln werden dort frei gezeigt.